# Sheji
Sheji zijn de goden die gaan over de vruchtbaarheid van het grond. De keizers van de Zhou-dynastie offerden twee keer per jaar aan Sheji. Deze nationale offeringen vonden plaats op xiazhi en dongzhi. Sheji heeft altijd een altaar in de open lucht die naast een citang staat. In keizerlijke paleiscomplexen stond het altaar van Sheji altijd ten westen van het paleis en de taimiao stond ten oosten van het paleis.
Sheji wordt vooral in landbouwgebieden vereerd. Het geloof in Sheji bestaat in China, Vietnam, Korea en Japan. In China vormt het geloof in Sheji een onderdeel van de Chinese volksreligie.

## Keizerlijke altaren van Sheji
- Beijing Shejitan
- Seoul Sajikdan